# Moara Mocanului
Moara Mocanului – wieś w Rumunii, w okręgu Ardżesz, w gminie Leordeni. W 2011 roku liczyła 188 mieszkańców.